# Kernkraftwerk CIRENE
Das Kernkraftwerk CIRENE (Abkürzung für CISE Reattore a Nebbia) sollte nahe Latina (Latium) in Italien entstehen. Mit dem Bau wurde 1979 begonnen, bis das Projekt 1988 nach dem Referendum über den Atomausstieg von 1987 eingestellt wurde. Eigentümer ist die für den Abbau der italienischen Kernkraftwerke zuständige Società gestione impianti nucleari (SOGIN), Betreiber sollte der Energiekonzern Enel bzw. die nationale italienische Energie- und Umweltagentur Ente per le Nuove Tecnologie, l’Energia e l’Ambiente (ENEA) werden.

## Vorgeschichte
Das nationale Komitee für Kernenergie (Comitato Nazionale per l’Energia Nucleare – CNEN, Vorläufer der ENEA) und der Energiekonzern Enel begannen 1967 mit der Entwicklung einer italienischen Version des CANDU-Reaktors, die schwerwassermoderiert, aber leichtwassergekühlt sein sollte. Das Projekt erhielt den Namen CIRENE (CISE Reattore a Nebbia), benannt nach dem Zentrum für Information, Forschung und Experimente (Centro Informazioni, Studi ed Esperienze – CISE), das 1946 in Milan gegründet worden war und sich beim Design und dem Bau des Reaktors beteiligte. Die Europäische Gemeinschaft finanzierte das Projekt CIRENE. 1972 wurde das Elektrotechnik- und Maschinenbauunternehmen Ansaldo beauftragt, einen Prototyp mit einer elektrischen Leistung von 40 MW in der Nähe des bestehenden Kernkraftwerks Latina zu errichten.

## Bau und Stornierung
Mit dem Bau des Schwerwasser-Leichtwasser-Reaktors (Heavy Water Light Water Reactor – HWLWR) mit einer elektrischen Nettoleistung von 35 MW und einer Bruttoleistung von 40 MW wurde am 1. Januar 1979 begonnen. Der Reaktor wurde fertiggestellt und getestet. Allerdings traten technische Probleme auf und es herrschte ein Mangel an wirtschaftlichen Ressourcen. Unter dem Eindruck der Katastrophe von Tschernobyl am 26. April 1986 stimmte bei der Volksabstimmung am 8. November 1987 zudem eine deutliche Mehrheit der Bevölkerung gegen Kernenergie. Daraufhin wurde das Projekt CIRENE aufgegeben und der Bau am 1. Januar 1988 gestoppt. Der Kern des Prototyps mit einer Höhe von vier Metern befindet sich noch in Latina.

## Daten des Reaktorblocks
Das Kernkraftwerk CIRENE sollte einen Kraftwerksblock besitzen:
| Reaktorblock | Reaktortyp | Netto- leistung | Brutto- leistung | Baubeginn      | Netzsyn- chronisation | Kommer- zieller Betrieb | Abschal- tung                  |
| ------------ | ---------- | --------------- | ---------------- | -------------- | --------------------- | ----------------------- | ------------------------------ |
| CIRENE       | HWLWR      | 35 MW           | 40 MW            | 1. Januar 1979 | —                     | —                       | 1. Januar 1988 Bau eingestellt |